# أرييل سواريز
أرييل سواريز (بالإسبانية: Osvaldo Juan Ariel Suárez )‏ (و. 1980  م) هو مجدف أرجنتيني، شارك في التجديف في الألعاب الأولمبية الصيفية 2012 – رجال تجديف مزدوج ‏.

## روابط خارجية
- أرييل سواريز على موقع الاتحاد الدولي للتجديف (الإنجليزية)
- أرييل سواريز على موقع اللجنة الأولمبية الدولية (الإنجليزية)
- أرييل سواريز على موقع أوليمبيديا (الإنجليزية)